# Thunbergia angulata
Thunbergia angulata är en akantusväxtart som beskrevs av Hilsenb., Amp; Boj. och William Jackson Hooker. Thunbergia angulata ingår i släktet thunbergior, och familjen akantusväxter. Inga underarter finns listade i Catalogue of Life.